# 杨明超
杨明超(1972年-)，男，汉族，河南鹿邑人，中国企业家。现任锅圈食品（上海）股份有限公司董事长。

## 简历
1994年毕业于郑州大学中文系。
2015年创办锅圈供应链。2017年创立锅圈食汇品牌，以“好吃方便还不贵”为产品理念。截止2024年全国门店数量有一万多家，已发展成为中国最大的火锅食材连锁超市。